# پراژموو (استان ماسوویان)
پراژموو (به لهستانی:  Prażmów) یک روستا در لهستان است که در گمینا پراژموو واقع شده‌است. پراژموو ۴۰۳ نفر جمعیت دارد.